# Treulose Tomate
Eine treulose Tomate sein ist eine sprichwörtliche Redensart, die einen wortbrüchigen oder unzuverlässigen Menschen bezeichnet, der Verabredungen oder Zusagen nicht einhält. Es kann auch gemeint sein, dass dieser Mensch einen Brief nicht beantwortet hat oder lange nicht mehr mit dem Sprecher durch Besuche oder Ähnliches  in Kontakt trat. 

## Herkunft der Redensart
Nachzuweisen ist diese Redensart seit den 1920er Jahren. Die Tomate kam unter dem Namen Tomatl oder Tumatl Americanorum im 16. Jahrhundert aus Mexiko nach Europa, wurde sehr lange für giftig gehalten und daher vor allem in süddeutschen Gärten nur als Zier-, nicht als Nutzpflanze angebaut. Damals trug die Tomate noch Namen wie „Goldapfel“, „Liebesapfel“ oder „Paradiesapfel“; letzteres hat sich in dem noch heute in Österreich gebräuchlichen Namen „Paradeiser“ erhalten.
Bis 1835 lautete der offizielle französische Begriff für die Tomate pomme d’amour. Die Académie française akzeptierte erst dann das Wort tomate. Diese Anerkennung des Namens trug auch zu seiner Verbreitung in Deutschland bei.

## Hintergrund der Redensart
Eine Erklärung für die Redensart könnte der Tomatenanbau selbst sein, der ab dem letzten Drittel oder Ende des 19. Jahrhunderts durch viele Fehlschläge gekennzeichnet und daher eine unsichere Sache war.
Wahrscheinlicher jedoch dürfte der Erste Weltkrieg als Ursprung der Redensart in Frage kommen: Das Königreich Italien, seit 1882 mit Deutschland und Österreich-Ungarn verbündet (Dreibund), trat nicht in den Ersten Weltkrieg ein, schlug sich 1915 auf die Seite der Alliierten (siehe Londoner Vertrag (1915)), und so galten die Italiener als wortbrüchig und unzuverlässig. Da der Tomatenanbau in Italien weit verbreitet war, sah man möglicherweise eine Analogie zwischen den treuebrüchigen, Tomaten essenden Italienern und den unzuverlässigen (weil noch nicht ohne Rückschläge kultivierbaren) Tomaten. 
Eine ähnliche Wortbildung (Neologismus, Kofferwort) durch Identifizierung der Italiener mit einem Nahrungsmittel liegt bei dem in dieser Zeit noch verbreiteten Schmähwort der Italiener als „Treubruchnudeln“ vor.
Eine weitere mögliche Erklärung bietet Küpper: Es könnte sich um eine getarnte Übernahme des aus dem Jahr 1793 stammenden Ausdrucks „perfides Albion“ für die angebliche Hinterhältigkeit der britischen Außenpolitik gehandelt haben. Da die Bezeichnung des britischen Soldaten seit dem Boxeraufstand (1900/1901) als „Tommy“ auch in Deutschland geläufig war und „Albion“ für England/Großbritannien stand, hätte man umgangssprachlich den „Tommy“ als Repräsentanten Großbritanniens zur Tomate gemacht. 
Die Assoziation der Tomate mit der Liebe (wie in „Liebesapfel“) und dem Gift der Nachtschattengewächse dürfte wohl zu dem Adjektiv „treulos“ in der Redensart geführt haben.

## Belege
1. 1 2 3 4  Lutz Röhrich: Lexikon der sprichwörtlichen Redensarten. 5 Bände. Freiburg i. Br. 1991, Band 5, Seite 1630; Lemma: „Tomate“
2. 1 2  Klaus Müller: Lexikon der Redensarten. Herkunft und Bedeutung deutscher Redewendungen. München 2005; Seite 613, Lemma „eine treulose Tomate“.
3. ↑  bei Müller ist der französische Name mit ümme d'amour [sic!] wiedergegeben
4. ↑  Heinz Küpper: Wörterbuch der deutschen Umgangssprache. 1. Auflage, 6. Nachdruck Stuttgart/München/Düsseldorf/Leipzig 1997, Seite 839, Lemma Tomate.